# 杜隆
杜隆（法語：Doulon，法語發音：[dulɔ̃]）是法国大西洋卢瓦尔省的一个旧市镇。1908年，杜隆与市镇卢瓦尔河畔尚特奈并入南特。

## 地理
杜隆（47°14'7.09"N, 1°30'11.45"W）位于法国卢瓦尔河地区大区大西洋卢瓦尔省，该省份为法国西北部沿海省份，位于布列塔尼半岛东南部，北起伊勒-维莱讷省，西北接莫尔比昂省，西临大西洋，南至旺代省，东临曼恩-卢瓦尔省。
杜隆的时区为UTC+01:00、UTC+02:00（夏令时）。

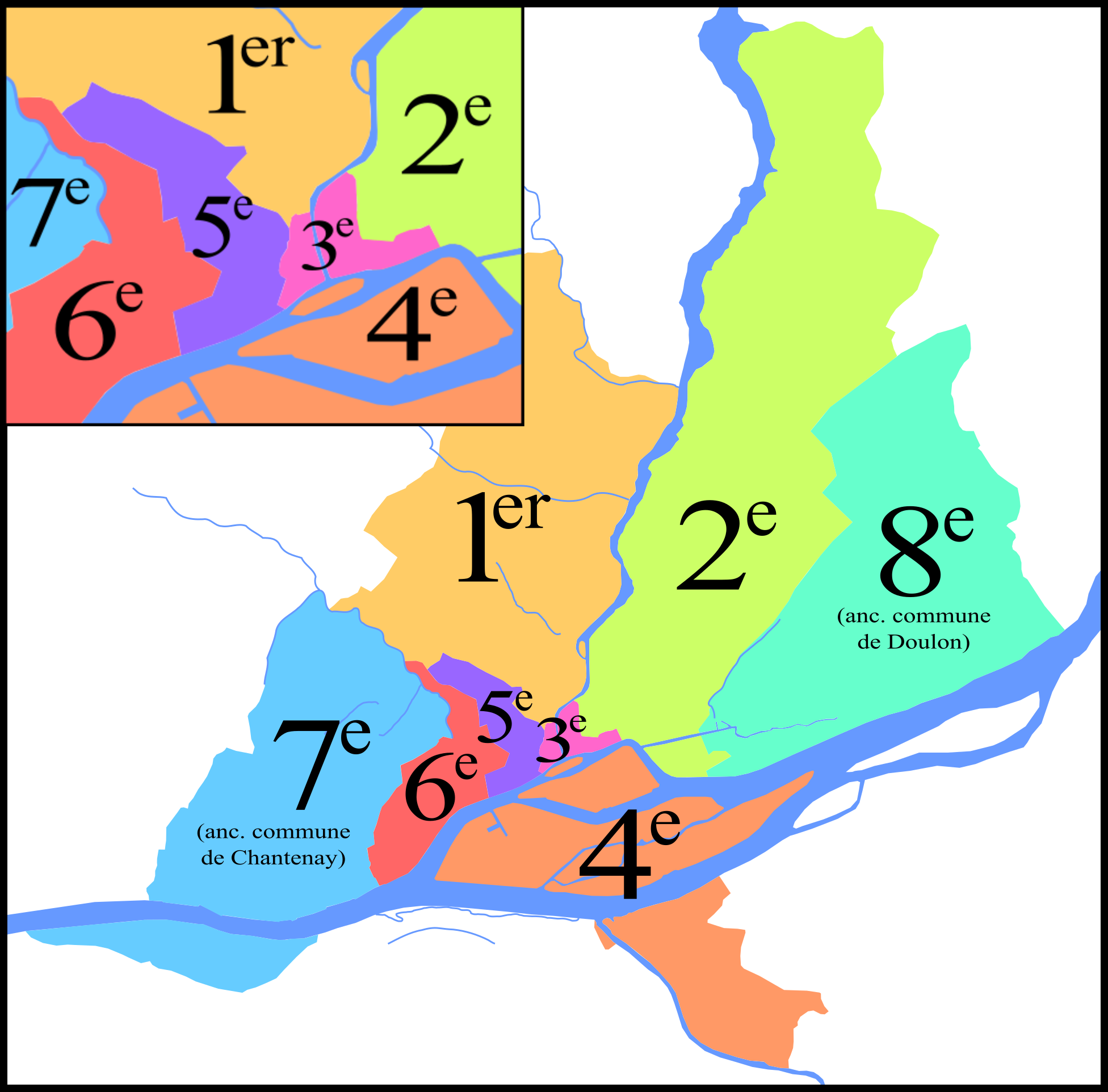
1926年南特旧区份地图，原杜隆市镇对应南特第8区

## 行政
杜隆的邮政编码为44300。

## 人口
杜隆于1906年时的人口数量为6990人。